# The Roots of Chicha
The Roots of Chicha - Psychedelic Cumbias from Peru, o simplemente The Roots of Chicha, es un álbum recopilatorio de música cumbia amazónica y chicha realizado por la discográfica estadounidense Barbès Records el 2007. La compilación y remasterización de las piezas fue realizada por Oliver Conan. El álbum recopila diecisiete canciones del género surgidas en la Amazonía peruana en la década de 1960 y 1970.

## Historia
Oliver Conan, un músico francés, conoció por primera vez la música chicha en un viaje a Perú en 2005. En ese entonces Conan vivía en Brooklyn y manejaba un club nocturno llamado Barbès. Luego del regreso de Perú a Nueva York, edita el álbum el 2007 a través de Barbès Records, discográfica que Conan manejaba desde su casa. Para algunos estudiosos en la música el álbum inicialmente fue de interés para la subcultura hipster, si bien reducida de ámbito global.
Un año después de lanzar The Roots of Chicha, el 2008, Conan y su banda Chicha Libre editaron su álbum debut, ¡Sonido Amazónico!, también a través de Barbès Records.

## Recepción crítica
El disco generó mucho interés ya que tuvo nuevas producciones y un renacer de la apreciación de este estilo musical en diferentes lugares, como Nueva York, Buenos Aires y Ciudad de México. Dado el éxito se editó un segundo volumen en 2010.
Se considera un disco de culto según algunos medios, y que los temas muestran 

«una extraña combinación posmoderna de la psicodelia occidental, los ritmos cubanos y colombianos, las melodías andinas y la experimentación idiosincrática cercana en espíritu al sincretismo pop de las bandas brasileñas de Tropicalia como Os Mutantes».

No obstante, muchas de las críticas observaron el error de Oliver Conan al compilar apresuradamente una serie de canciones atribuyendo el origen de la chicha a la Amazonía peruana. En Perú, la chicha está asociada a una variante de la cumbia que emergió en la década de los 70 en Lima cuyo público principal eran inmigrantes andinos históricamente abusados por el colonialismo interno y occidental.

## Lista de canciones
Canciones extraídas del álbum de 2007
| N.º | Título                      | Música                     | Escritor(es)                            | Intérprete(s)      | Duración |  |
| 1.  | «Sonido amazónico»          | Alberto Sánchez Casanova   |                                         | Los Mirlos         | 2:35     |  |
| 2.  | «Linda nena»                | Johnny Mara                |                                         | Juaneco y su Combo | 3:45     |  |
| 3.  | «Cariñito»                  | Ángel Aníbal               | Ángel Aníbal                            | Los Hijos del Sol  | 4:05     |  |
| 4.  | «A Patricia»                | Enrique Delgado            |                                         | Los Destellos      | 3:14     |  |
| 5.  | «Sácalo, sácalo»            | Marino Valencia Garay      |                                         | Los Diablos Rojos  | 3:04     |  |
| 6.  | «Ya se ha muerto mi abuelo» | Juan Wong Paredes          | Juan Wong Paredes                       | Juaneco y su Combo | 4:09     |  |
| 7.  | «El milagro verde»          | Carlos Rodríguez Grández   |                                         | Los Mirlos         | 2:43     |  |
| 8.  | «Para Elisa»                | Enrique Delgado, Beethoven |                                         | Los Destellos      | 2:46     |  |
| 9.  | «Linda muñequita»           | Ángel Aníbal               |                                         | Los Hijos del Sol  | 4:44     |  |
| 10. | «Muchachita del oriente»    | Humberto Caycho Alcántara  | Humberto Caycho Alcántara               | Los Mirlos         | 3:19     |  |
| 11. | «Elsa»                      | Tomás Rebata Acevedo       | Enrique Delgado, Félix Chévere Martínez | Los Destellos      | 3:38     |  |
| 12. | «Vacilando con ayahuasca»   | Noé Fachín                 |                                         | Juaneco y su Combo | 3:31     |  |
| 13. | «El guapo»                  | Marino Valencia Garay      |                                         | Los Diablos Rojos  | 3:23     |  |
| 14. | «Mi morena rebelde»         | Eusebio Pérez              |                                         | Eusebio y su Banjo | 3:21     |  |
| 15. | «Si me quieres»             | Ángel Aníbal               |                                         | Los Hijos del Sol  | 3:09     |  |
| 16. | «Me robaron mi runa mula»   | Noé Fachín                 |                                         | Juaneco y su Combo | 3:07     |  |
| 17. | «La danza de Los Mirlos»    | Gilberto Reátegui          |                                         | Los Mirlos         | 2:49     |  |